# Great Gransden
Great Gransden är en ort och civil parish i Storbritannien.   Den ligger i distriktet Huntingdonshire i grevskapet Cambridgeshire i riksdelen England, i den sydöstra delen av landet, 80 km norr om huvudstaden London. Great Gransden ligger 54 meter över havet och antalet invånare är 969.
Terrängen runt Great Gransden är platt. Runt Great Gransden är det ganska tätbefolkat, med 149 invånare per kvadratkilometer. Närmaste större samhälle är Cambridge, 17,9 km öster om Great Gransden. Trakten runt Great Gransden består till största delen av jordbruksmark.